# Palisota alopecurus
Palisota alopecurus är en himmelsblomsväxtart som beskrevs av François Pellegrin. Palisota alopecurus ingår i släktet Palisota och familjen himmelsblomsväxter. Inga underarter finns listade.